# بيانكا (قمر)
بالإنكليزية Bianca هو قمر طبيعي داخلي لأورانوس . وقد اكتشف من الصور التي اتخذتها فوياجر 2 في 23 كانون الثاني 1986 التعيين المؤقت S/1986 U 9 . و يحمل اسم أخت كاثرين في مسرحية شكسبير ترويض النمرة . و يعرف أيضا بأورانوس الثامن ...
ينتمي بيانكا إلى مجموعة أقمار بورتشيا والتي تتكون من 27 قمرا، والتي تتضمن أيضا جولييت وكريسيدا وديسديمونا وبورشيا وروزاليند وكيوبيد وبليندا وبرديتا و لهذه الأقمار نفس الخصائص المدارية .
يبلغ نصف قطر مداره 53 كم و البياض الهندسي 0.08
في صور فوباجر 2 بيانكا يظهر ككائن ممدود، ومحوره الرئيسي يتجه نحو أورانوس. سطحه رمادي اللون.